# 全国土木施工管理技士会連合会
一般社団法人全国土木施工管理技士会連合会（ぜんこくどぼくせこうかんりぎしかいれんごうかい）は、日本の土木施工管理技士で構成する業界団体。以前は国土交通省所管の社団法人であったが、公益法人制度改革に伴い一般社団法人へ移行した。

## 概要
- 所在：東京都千代田区九段南4-8-30
- 設立：1992年2月27日
- 会長：小林康昭

## 技士会
- 日本橋梁建設土木施工管理技士会
- 日本塗装土木施工管理技士会
- 現場技術土木施工管理技士会